# Brzezinki (gromada w powiecie kieleckim)
Brzezinki – dawna gromada, czyli najmniejsza jednostka podziału terytorialnego Polskiej Rzeczypospolitej Ludowej w latach 1954–1972.
Gromady, z gromadzkimi radami narodowymi (GRN) jako organami władzy najniższego stopnia na wsi, funkcjonowały od reformy reorganizującej administrację wiejską przeprowadzonej jesienią 1954 do momentu ich zniesienia z dniem 1 stycznia 1973, tym samym wypierając organizację gminną w latach 1954–1972.
Gromadę Brzezinki z siedzibą GRN w Brzezinkach utworzono – jako jedną z 8759 gromad na obszarze Polski – w powiecie kieleckim w woj. kieleckim, na mocy uchwały nr 13c/54 WRN w Kielcach z dnia 29 września 1954. W skład jednostki weszły obszary dotychczasowych gromad Klonów ze zniesionej gminy Bodzentyn oraz Brzezinki, Ciekoty i Mąchocice-Scholasteria, a także miejscowość Mąchocie Zagórne z dotychczasowej gromady Mąchocie Kapitulne ze zniesionej gminy Dąbrowa w tymże powiecie. Dla gromady ustalono 17 członków gromadzkiej rady narodowej.
31 grudnia 1961 gromadę zniesiono, a jej obszar włączono do gromad Masłów (wsie Brzezinki i Barcza), Mąchocice (wsie Ciekoty, Mąchocice Scholasteria, Mąchocice Piszczelnia i Mąchocice Zagórne) i Łączna (wieś Klonów).